# المرقش الأكبر
المُرَقِّشُ الأكبر هو لقب، واسمه عمرو بن سعد بن مالك بن ضبيعة، وقيل أنَّ اسمه ربيعة بن حَرملة بن سعد بن مالك، وهو أحد المتيَّمين، كان شاعرًا جاهليًا وُلد في اليمن ونشأ في العراق، وكانت مساكن قومه في شرقي شبه الجزيرة العربية. ابن أخيه المرقش الأصغر. لُقب بالمُرَقِّش لبيتٍ من الشعر قاله:

## سيرته
كان من سادات قومه ومن المُشاركين في حرب البسوس، حيث عرِفَ ببأسه وشجاعته وتقدمه في الحروب، وكان والده سيد قومه في الحرب، وعمّه قد أسر المهلهل. يُوصف المرقّش الأكبر بأنه «كان شابًا أرزق العينين وفي وجهه نقط». أرسله والده إلى الحيرة لتعلم الكتابة، فاتصل عام 524 ميلاديًا بالحارث بن أبي شمر، والذي عينه كاتبًا له.
اشتهر بقصة حبه لابنة عمه أسماء بنت عوف بن مالك، وكان قد نظم العديد من الأشعار في الشوق والأسى. حيث كان قد تقدم لخطبتها، ولكن رفضهُ أبوها قائلًا له «لا أزوّجك حتى تُعرف بالبأس»، فانطلق المرقش الأكبر في الأرض حيث عمل لدى أحد الملوك وبقي عنده زمانًا. أُصيب عوف بن مالك بحاجةٍ شديدة فزوَّج أسماء لرجلٍ من بني غُطيف مُقابل مئةٍ من الإبل، وقال لبني سعد بن مالك بأنه إذا رجع المُرقش، فليقولوا له بأنَّ أسماء ماتت، فذبحوا كبشًا وأكلوا لحمه ودفنوا عظامه في قبر. عندما عاد المُرقش أخبروه بأنها ماتت، وأتوا به إلى موضع القبر، فبقي يزورهُ زمانًا، حتى سمع أطفالًا يقولون بأنَّ الكبش مدفونٌ في القبر، فنادى أحد الأطفال وأخبره بأنَّ أسماء تزوجت رجلًا من بني غُطيف. حاول الوصول إلى أسماء، وبقي في كهفٍ حتى قابل راعٍ للأغنام، تبين أنه يعمل لدى زوج أسماء، فأعطاه خاتمًا ليوصله لأسماء، حيث وضعته الجارية في اللبن، ووصل لأسماء، وعندما سألت عن مصدر الخاتم، قال لها بأنه وجدهُ مع رجلٍ في كهفٍ وقد تركته بآخر رمق، فطلبت أسماء زوجها، فأتى وقالت له بأنه خاتم المرقش، فحملها زوجها حتى وصلا الكهف،  عندما وجدته أسماء كانت السباعُ قد جدعت أنفه، فحملاه إلى أهلهما، حتى مات عند أسماء، حيث تذكر المصادر أنه تُوفي حوالي عام 550 ميلاديًا، المُوافق 57 قبل الهجرة.
إذا قيل «المرقشان» فيُقصد المرقش الأكبر والمرقش الأصغر. يُوجد كتاب بعنوان «ديوان المرقشين» من تحقيق كارين صادر وضحّت فيه العديد من التفاصيل حول حياة المرقش الأكبر والمرقش الأصغر، خصوصًا في ظل الخلط الحاصل بين الأكبر والأصغر، ووصفت الأمر «فالقدماء كانوا ينسبون ما للأكبر للأصغر والعكس، وتلافيًا للخلط، كانوا أحيانًا يكتفون بذكر: «المرقِّش» فقط، ويتركون للقارئ أمر التخمين والوقوع في الخطأ، أو المتسك بالصواب مصادفة». بالنسبة لمثل «أتيم من المرقش»، فإنَّ المقصود به هو المرقش الأصغر.
أورد له المفضل الضبي اثنتي عشرة قصيدة ومقطوعة في المفضليات، أغلبها في الغزل، والحب، والحماسة. وقال عن الكرم والضيافة: 

## وصلات خارجية
- المرقش الأكبر على موقع بوابة الشعراء.
- المرقش الأكبر على موسوعة الديوان الشعرية.